# Zgodovinski hidravlični sistem Šuštar
Zgodovinski hidravlični sistem Šuštar (perzijsko: سازههای آبی شوشتر) je kompleksen namakalni sistem otoškega mesta Šuštar iz sasanidskega obdobja. Sestavljen je iz 13 jezov, mostov, kanalov in struktur, ki skupaj delujejo kot hidravlični sistem. Zagotavljala je materialne osnove za ekonomski in  družbeni razvoj človeške skupnosti dolga stoletja iz namakanega kmetijstva, ribogojstva, vodni mlini, mestni vodovod, vloga jarkov v obrambni sistem mesta in plovba. Gargar kanalski hidravlični sistem je še v uporabi; samo ostanki starejši sistem Dâriun je ostal, vendar je bil delno obnovljen v 20. stoletju, da ohrani svojo funkcijo namakanja.
Najdemo ga v iranski provinci Huzestan. Leta 2009 je bil vpisan na Unescov seznam svetovne dediščine in je deseta iranska kulturna dediščina, ki je bila registrirana na seznamu Združenih narodov.
Ta inženirska mojstrovina je edinstvena tako v Iranu kot v svetu. Sasanidi, katerih gospodarstvo je bilo v glavnem odvisno od kmetijstva, so v tej regiji razvili obsežne namakalne sisteme.
Infrastruktura je vključevala vodne mline, jezove, predore in prekope. Gargarski most-jez (Polband-e; perzijskoل بند گرگر  pol-band-e-gargar ), ki je izhodišče za več predorov na različnih nivojih; njegov zgornji ustroj preurejen v sodobno cesto v srce mesta. Kanal Bolajti je na vzhodni strani vodnih mlinov in slapov ter služi za dovajanje vode izza jezu-mostu Gargar na vzhodno stran vodnih mlinov in kanalizira vodo, da prepreči poškodbe vodnih mlinov. Predor Dahaneje šahr (mestna odprtina) je eden od treh glavnih predorov, ki so kanalizirali vodo izza jezu-mostu Gargar v vodni mlin in nato poganjali več vodnih mlinov. Kanal Seh kooreh vodi vodo izza jezu-mostu Gargar na zahodno stran. V vodnih mlinih in vodnih slapovih lahko vidimo popoln model zagonskih mlinov.
Band-e Kaisar ("Cezarjev jez"), približno 500 metrov dolg rimski jez čez Karun, je bil ključna zgradba kompleksa, ki je skupaj z jezom Mizan (Band-e Mizan) ohranil in preusmeril rečno vodo v namakalne kanale na tem območju. Vključeval je nadzor močne reke Kârun z jezom Shâdorvân, ki je dvignil in stabilizirali nivo vode z oblikovanjem zajezitvenega rezervoarja. Zgradila ga je rimska delovna sila v 3. stoletju našega štetja po sasanidskem naročilu in je bil najvzhodnejši rimski most in rimski jez ter prva zgradba v Iranu, ki je združevala most z jezom.
Deli namakalnega sistema naj bi izvirali iz časa Dareja Velikega, ahemenidskega vladarja Irana. Delno je sestavljen iz para primarnih obvodnih kanalov v reki Karun, od katerih je eden še danes v uporabi. Vodo dovaja v mesto Šuštar po poti oskrbovalnih tunelov. Območje vključuje grad Salasel, ki je os za delovanje hidravličnega sistema. Sestavljen je tudi iz stolpa za merjenje nivoja vode, skupaj z mostovi, jezovi, mlini in bazeni.
Nato vstopi v ravnico južno od mesta, kjer njen vpliv vključuje omogočanje možnosti kmetovanja na območju, imenovanem Mianâb, in sajenje sadovnjakov. Pravzaprav se celotno območje med dvema obvodnima kanaloma (Šutait in Gargar) na reki Karun imenuje Mianâb, otok, na severnem koncu katerega je mesto Šuštar.
Unesco je mesto označil za »mojstrovino ustvarjalnega genija«.

## Najdišča
Zgodovinski hidravlični sistem Shushtar je kompleks jezov, mostov, kanalov in struktur, ki ga sestavlja 13 lokacij, ki delujejo skupaj kot hidravlični sistem.
1. Jez Mizan
2. Stolp Kolah-Farangi
3. Kanal Gargar
4. Jez-most Gargar
5. Območje mlinov in slapov
6. Most-jez Borj Ayar in svetišče Sabein
7. Most-jez Khoda-Afrain
8. Grad Salasel
9. Dariunski kanal
10. Šadorvanski most-jez
11. Jez Band-e Khak
12. Laškarski most-jez
13. Jez Sharabdar